# Meillac (Pyrénées-Atlantiques)
Pour les articles homonymes, voir Meillac.
Meillac est une ancienne commune française du département des Pyrénées-Atlantiques. La commune fusionne avec Lannecaube avant 1806 dont elle fait partie aujourd'hui.

## Géographie
Meillac est un village du Vic-Bilh, situé au nord-est du département et de Pau.

## Toponymie
Le toponyme Meillac apparaît sous les formes 
Melhac (1402, censier de Béarn) et 
Meillacq (1793 ou an II).

## Démographie
| 1793 |
| ---- |
| 39   |

## Pour approfondir